# Nagykálló

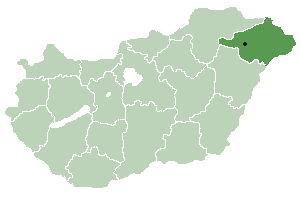
Poloha župy Szabolcs-Szatmár-Bereg a města v Maďarsku

Nagykálló je město v okrese Nagykálló v župě Szabolcs-Szatmár-Bereg v regionu Severní velká planina na východě Maďarska. Před druhou světovou válku patřilo k župě Szabolcs.
Má rozlohu 6 855 ha a žije zde 10 043 obyvatel (2010).

## Poloha
14 km od sídelního města župy Nyíregyháza.

## Historie
Již ve 14. století bylo Nagykálló opidem (tržním městem). Jeho jméno pochází pravděpodobně ze starého slova kalló znamenající "shromaždiště". Nagy znamená "velký"; tato předpona byla použita, aby se rozlišilo mezi Nagykálló a blízkým Kiskálló ("malé Kálló"), které se později stalo součástí Nagykálló.
V roce 1315 přiznal král Karel Robert městu práva pořádat trhy, později se zde konalo župní shromáždění a tím pádem se město stalo centrem regionu. Poté, co v roce 1556 Osmané zapálili město, postavili obyvatelé na obranu kamenný hrad. Roku 1603 se usídlili ve městě Hajdúové Istvána Bocskaie. Po jeho smrti se přestěhovali do Hajdúböszörmény, ale Nagykálló zůstalo důležitým průmyslovým centrem. Bylo majetkem rodiny Kállay de Nagy-Kálló.
V roce 1630 okupoval město Jiří II. Rákoczi a vydal zde prohlášení nezávislosti. 29. července 1703 zaútočil na hrad František II. Rákoczi (první bitva války za nezávislost) a následující den ho okupoval. V roce 1704 nařídil, aby byl hrad zničen (byl ale zničen později, v roce 1709). V roce 1747 se město stalo sídelním městem župy Szabolcs. Na mapě prvního vojenského mapování je označeno jako Hajdú stadt a rozděleno na dvě části: Nagy Kálló a Kis Kálló (druhé uvedené, malé) město leželo východně od místního potoka, který představoval přirozenou dělicí linii. V Kis Kalló se také nacházel místní kostel.
V roce 1867 převzala úlohu župního města Nyíregyháza. V této době ještě do města nebyla zavedena železnice, podle map druhého vojenského mapování však ve středu Nagykálló začaly vznikat velkolepé a honosné domy.
Statut města získalo Nagykálló opět v roce 1989.

## Obyvatelstvo
Počet obyvatel Nagykálló dlouhodobě mírně klesá. V roce 2013 činil 9469 obyvatel a roku 2021 jen 9098 osob.

## Turistické zajímavosti
- hlavní náměstí s protestantským kostelem, stará radnice a Svoboda
- Památník milénia (1896)
- protestantský kostel, postavený kolem roku 1710: jeho zvonice, Rákocziho věž (60 m, jedna z nejvyšších staveb na Velké maďarské planině) byla postavena z kamenů zničeného hradu
- římskokatolický kostel (18. století, pozdní baroko)
- řeckokatolický chrám (18. století, nejstarší budova města)
- židovské hřbitovy
- hrobka Velkého učitele Itzhaka Isaaca Kaliva, svatyně, kterou navštěvují ortodoxní Židé
- městské muzeum
- paměťní dům Frigyese Korányiho
- Harangod: statek v blízkosti Nagykálló. Podle místní legendy utekli vesničané během mongolské invaze do Maďarska (polovina 13. století) z Nagykálló před mongolskými hordami, na cestu ke knězi s sebou vzali zvon z kostela, aby nemohl být zničen Mongoly při pálení vesnice, ale nešťastnou náhodou jim zvon upadl do bažiny za městem. Nepodařilo se jim ho zachránit, ale později, když se vraceli do města, prý někdy slýchávali zdáli zvuk zvonu. (Název Harangod v maďarštině znamená "váš zvon"; podle legendy řekli lidé knězi, když slyšeli z bažiny zvuk zvonu: "poslouchejte, Otče, to je váš zvon".)
- Hladový kopec: 12 m vysoký kopec s rozhlednou na vrcholu. Podle místní legendy byl postaven v roce 1780, když lidé trpící hladem požádali svého statkáře, aby jim dal jídlo a on řekl, že ano, pokud pro něho postaví kopec.

## Osobnosti města
- Imre Ámos (1907 - 1944), maďarský malíř

## Partnerská města
- Limanowa, Polsko
- Metzingen, Německo
- Tășnad, Rumunsko
- Ťačiv, Ukrajina